# هورنی ستودنکی
هورنی ستودنکی (به چکی: Horní Studénky) یک منطقهٔ مسکونی در جمهوری چک است که در ناحیه شومپرک واقع شده‌است. هورنی ستودنکی ۷٫۲۴ کیلومتر مربع مساحت و ۳۴۸ نفر جمعیت دارد و ۵۱۵ متر بالاتر از سطح دریا واقع شده‌است.